# Emile Haynie
Emile Haynie (Buffalo, 13 luglio 1980) è un produttore discografico e disc jockey statunitense.
Nato e cresciuto a Buffalo, New York, la sua produzione spazia dal rock alternativo, hip hop, indie fino alla musica pop. Haynie ha lavorato con diversi artisti di spicco come Kanye West, Kid Cudi, Eminem, Lana Del Rey, Bruno Mars, Linkin Park, FKA Twigs, Florence Welch e Camila Cabello.
Haynie nella sua carriera ha vinto due Grammy Awards per la collaborazione con la cantante inglese Adele: l'album dell'anno 25 e registrazione dell'anno per Hello.

## Biografia

### 2003-2008: Primi anni e inizi di carriera
Emile Haynie ha iniziato come produttore hip-hop ed è arrivato al successo dopo aver consegnato un CD beat al rapper Proof. Dopo di che ha iniziato a produrre per vari membri del panorama musicale di Detroit, come per i rapper di New York City Raekwon, Cormega e C-Rayz Walz. Si è poi trasferito a New York City nei primi anni 2000, producendo per artisti hip-hop come Obie Trice, Ghostface Killah, The Roots, Cormega, MOP, Rhymefest e AZ.
Nella seconda metà degli anni 2010 ha lavorato con Ice Cube, Slaughterhouse, Eminem, Kanye West e Kid Cudi.

### 2008-2010: Era Dream On
Nel 2007, Haynie, assieme al produttore discografico Patrick "Plain Pat" Reynolds, ha iniziato a co-gestire la carriera dell'allora emergente Kid Cudi. I due avrebbero poi collaborato alla produzione del mixtape di Cudi A Kid Named Cudi (2008). Alla fine del 2008 Haynie, Plain Pat e Kid Cudi lanciano la loro etichetta discografica Dream On, in collaborazione con GOOD Music di Kanye West e Universal Motown. Haynie ha remixato la canzone di Michael Jackson del 1972, "Maria (You Were the Only One)", per l'album del 2009 Michael Jackson: The Remix Suite. Nel febbraio 2011 Kid Cudi annunciò che l'etichetta Dream On era stato chiusa; Cudi ha dichiarato alla rivista Complex che erano comunque ancora in buoni rapporti: "Volevo provare qualcosa di nuovo e volevo prendere il controllo delle cose da solo.[...] Non c'è rancore". L'etichetta ha pubblicato gli album di Kid Cudi, Man on the Moon: The End of Day (2009) e Man on the Moon II: The Legend of Mr. Rager (2010).

### 2010–2014: Principali successi
Haynie ha ricevuto una nomination per i Grammy Award 2010 per l' album dell'anno grazie al lavoro con Eminem per l'album Recovery. Ha coprodotto il singolo di Kanye West del 2010, "Runaway", e si è espanso nella musica pop e indie, lavorando con Lana Del Rey, Bruno Mars e Fun. Haynie ha prodotto l'album di Lana Del Rey del 2012, Born to Die, che ha debuttato nella classifica Billboard 200 al numero due e al numero uno rispettivamente in Gran Bretagna, Germania, Irlanda, Svizzera e Austria. Insieme a Jeff Bhasker, Haynie ha prodotto il secondo album dei Fun Some Nights (2012).
Haynie ha co-scritto il singolo di Lady Antebellum del 2013, "Compass".

### 2015-presente:We Fall
Il 19 gennaio 2015, Haynie ha annunciato il suo primo album in studio, intitolato We Fall, con featuring, tra gli altri, con Andrew Wyatt, Lana Del Rey, Charlotte Gainsbourg e Sampha. L'album, registrato nel corso di sei mesi allo Chateau Marmont di Los Angeles, è stato reso disponibile per il preordine il giorno successivo ed è stata annunciata la pubblicazione per il 23 febbraio 2015 con l'etichetta Interscope Records.
Nel gennaio 2020, Hipgnosis Songs Fund ha confermato di aver acquisito il catalogo musicale di Haynie. Hipgnosis ha acquisito il 100% dei diritti d'autore di Haynie, inclusa la quota di pubblicazione e di scrittore, nonché il suo catalogo di 122 canzoni.

## Riconoscimenti

### Grammy Awards
| Anno | Nomination                    | Categoria               | Risultato       | Note  |
| ---- | ----------------------------- | ----------------------- | --------------- | ----- |
| 2011 | Recovery                      | Album dell'anno         | Candidato/a     | [ 1 ] |
| 2013 | Some Nights                   | Album dell'anno         | Candidato/a     | [ 1 ] |
| 2014 | Locked Out of Heaven          | Registrazione dell'anno | Candidato/a     | [ 1 ] |
| 2017 | Hello                         | Registrazione dell'anno | Vincitore/trice | [ 1 ] |
| 2017 | 25                            | Album dell'anno         | Vincitore/trice | [ 1 ] |
| 2023 | Mr. Morale & the Big Steppers | Album dell'anno         | Candidato/a     | [ 1 ] |

## Vita privata
Haynie lavora nel suo studio nel quartiere di Chelsea a New York.

## Influenza artistica
Nel 2020, il dirigente musicale canadese Merck Mercuriadis, fondatore dell'Hipgnosis Songs Fund, ha definito Haynie “uno dei produttori più influenti dell'ultimo decennio, e che assieme a Lana Del Rey, Kid Cudi, Eminem, Bruno Mars, Fun e molti altri ha creato album che hanno ispirato tanti altri artisti”.

## Discografia

### Album in studio
- 2015 – We Fall

## Discografia da produttore

### Singoli prodotti
| Titolo                                                                                  | Anno | Posizione in classifica | Posizione in classifica | Posizione in classifica | Posizione in classifica | Posizione in classifica | Posizione in classifica | Posizione in classifica | Posizione in classifica | Posizione in classifica | Posizione in classifica | Certificazioni | Album                                           |
| Titolo                                                                                  | Anno | US                      | US R&B                  | US Rap                  | AUS                     | CAN                     | FRA                     | GER                     | NZ                      | SWE                     | UK                      | Certificazioni | Album                                           |
| --------------------------------------------------------------------------------------- | ---- | ----------------------- | ----------------------- | ----------------------- | ----------------------- | ----------------------- | ----------------------- | ----------------------- | ----------------------- | ----------------------- | ----------------------- | --- | ----------------------------------------------- |
| Stuck in a Box (Young Sid feat.Stan Walker)                                             | 2010 | —                       | —                       | —                       | —                       | —                       | —                       | —                       | 15                      | —                       | —                       | | What Doesn't Kill Me... and From the Inside Out |
| Runaway (Kanye West feat. Pusha T)                                                      | 2010 | 12                      | 30                      | 9                       | 46                      | 13                      | —                       | —                       | —                       | 28                      | 56                      | - ARIA: Platino - BPI: Oro - RIAA: 3× Platino | My Beautiful Dark Twisted Fantasy               |
| Mr. Rager (Kid Cudi)                                                                    | 2010 | 77                      | —                       | —                       | —                       | —                       | —                       | —                       | —                       | —                       | —                       | | Man on the Moon II: The Legend of Mr. Rager     |
| Life Goes On (Gym Class Heroes feat. Oh Land)                                           | 2011 | —                       | —                       | —                       | —                       | —                       | —                       | —                       | —                       | —                       | —                       | | The Papercut Chronicles II                      |
| Born to Die (Lana Del Rey)                                                              | 2011 | —                       | —                       | —                       | 34                      | —                       | 13                      | 29                      | —                       | 59                      | 9                       | - ARIA: Oro - BPI: Argento | Born to Die                                     |
| Off to the Races (Lana Del Rey)                                                         | 2012 | —                       | —                       | —                       | —                       | —                       | —                       | —                       | —                       | —                       | —                       | | Born to Die                                     |
| Carmen (Lana Del Rey)                                                                   | 2012 | —                       | —                       | —                       | —                       | —                       | —                       | —                       | —                       | —                       | —                       | | Born to Die                                     |
| Blue Jeans (Lana Del Rey)                                                               | 2012 | —                       | —                       | —                       | —                       | —                       | 16                      | —                       | —                       | —                       | 32                      | | Born to Die                                     |
| My Kind of Love (Emeli Sandé)                                                           | 2012 | 114                     | —                       | —                       | 60                      | —                       | 167                     | —                       | —                       | —                       | 17                      | - ARIA: Oro - BPI: Argento | Our Version of Events                           |
| Summertime Sadness (Lana Del Rey)                                                       | 2012 | —                       | —                       | —                       | —                       | —                       | 56                      | 44                      | —                       | —                       | —                       | - RIAA: Platino - BVMI: Platino - IFPI AUT: Oro - IFPI SWI: Oro                                                                                     | Born to Die                                     |
| National Anthem (Lana Del Rey)                                                          | 2012 | —                       | —                       | —                       | —                       | —                       | 152                     | —                       | —                       | —                       | 92                      | | Born to Die                                     |
| Blue Velvet (Lana Del Rey)                                                              | 2012 | —                       | —                       | —                       | —                       | —                       | 40                      | 49                      | —                       | —                       | 60                      | | Paradise                                        |
| Locked Out of Heaven (Bruno Mars)                                                       | 2012 | 1                       | —                       | —                       | 4                       | 1                       | 3                       | 7                       | 4                       | 6                       | 2                       | - RIAA: 5× Platino - ARIA: 5× Platino - BPI: Platino - BVMI: Platino - IFPI DEN: 2× Platino - IFPI SWI: Platino - MC: 5× Platino - RMNZ: 2× Platino | Unorthodox Jukebox                              |
| Doom and Gloom (The Rolling Stones)                                                     | 2012 | —                       | —                       | —                       | —                       | 72                      | 44                      | 64                      | —                       | —                       | 61                      | | GRRR!                                           |
| Dark Paradise (Lana Del Rey)                                                            | 2013 | —                       | —                       | —                       | —                       | —                       | —                       | 45                      | —                       | —                       | —                       | | Born to Die                                     |
| Burning Desire (Lana Del Rey)                                                           | 2013 | —                       | —                       | —                       | —                       | —                       | —                       | —                       | —                       | —                       | 172                     | | Paradise                                        |
| Afraid (The Neighbourhood)                                                              | 2013 | —                       | —                       | —                       | —                       | —                       | —                       | —                       | —                       | —                       | —                       | | I Love You.                                     |
| Gorilla (Bruno Mars)                                                                    | 2013 | 22                      | —                       | —                       | 41                      | 23                      | 117                     | —                       | —                       | —                       | 62                      | - RIAA: Oro - ARIA: Oro - MC: Oro | Unorthodox Jukebox                              |
| Young Girls (Bruno Mars)                                                                | 2013 | 32                      | —                       | —                       | 62                      | 19                      | 123                     | —                       | 23                      | —                       | 83                      | - RIAA: Oro - ARIA: Oro - MC: Oro | Unorthodox Jukebox                              |
| Headlights (Eminem feat. Nate Ruess)                                                    | 2014 | 45                      | 11                      | 5                       | 21                      | 54                      | —                       | —                       | —                       | —                       | 86                      | - ARIA: Oro | The Marshall Mathers LP 2                       |
| Final Masquerade (Linkin Park)                                                          | 2014 | —                       | —                       | —                       | 43                      | 85                      | 45                      | 70                      | 30                      | —                       | 106                     | | The Hunting Party                               |
| Two Weeks (FKA Twigs)                                                                   | 2014 | —                       | —                       | —                       | —                       | —                       | —                       | —                       | —                       | —                       | —                       | | LP1                                             |
| Guts Over Fear (Eminem featuring Sia)                                                   | 2014 | 22                      | 6                       | 4                       | 22                      | 9                       | 10                      | 35                      | 22                      | 40                      | 10                      | | Shady XV                                        |
| Everyday (ASAP Rocky feat. Rod Stewart, Miguel and Mark Ronson)                         | 2015 | —                       | 53                      | —                       | 49                      | —                       | —                       | —                       | —                       | —                       | 85                      | | At. Long. Last. ASAP                            |
| New Love (Dua Lipa)                                                                     | 2015 | —                       | —                       | —                       | —                       | —                       | —                       | —                       | —                       | —                       | —                       | | Dua Lipa                                        |
| Breakin' Point (Peter Bjorn and John)                                                   | 2016 | —                       | —                       | —                       | —                       | —                       | —                       | —                       | —                       | —                       | —                       | | Breakin' Point                                  |
| Love (Lana Del Rey)                                                                     | 2017 | 44                      | —                       | —                       | 41                      | 48                      | 12                      | 68                      | —                       | 49                      | 41                      | | Lust for Life                                   |
| River (Eminem featuring Ed Sheeran)                                                     | 2017 | 11                      | 5                       | 5                       | 2                       | 3                       | 23                      | 3                       | 3                       | 1                       | 2                       | | Revival                                         |
| Consequences (Camila Cabello)                                                           | 2018 | 51                      | —                       | 75                      | —                       | —                       | —                       | —                       | —                       | —                       | —                       | - MC: Oro | Camila                                          |
| "—" indica che non è registrato nelle classifiche o che non è uscito in quel territorio |      |                         |                         |                         |                         |                         |                         |                         |                         |                         |                         | |                                                 |

## Filmografia
- A Man Named Scott (2021)